# Manuel van Loggem

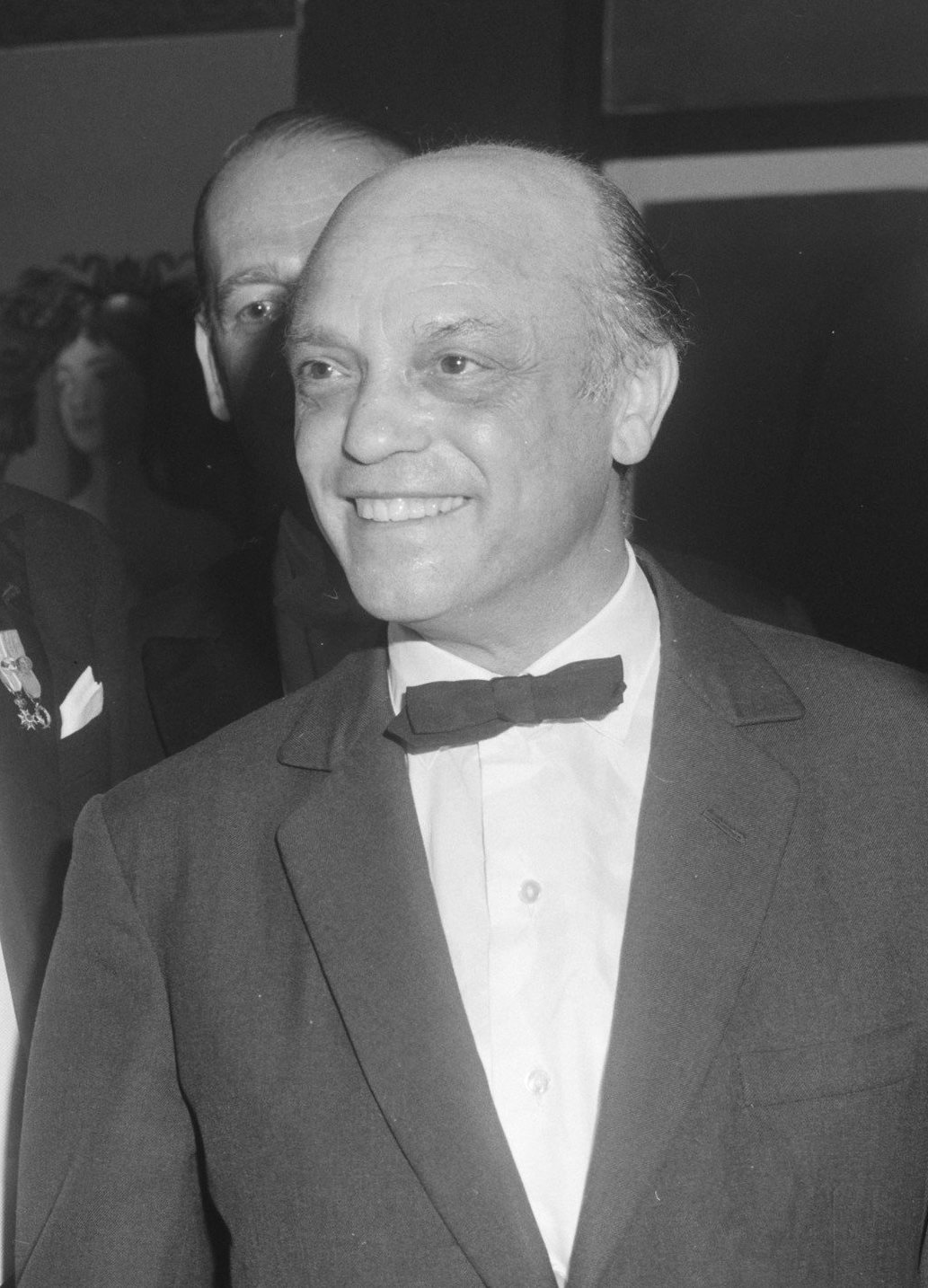
Manuel van Loggem (1965)

Emanuel (Manuel) van Loggem (Amsterdam, 8 maart 1916 – aldaar, 8 april 1998) was een Nederlands psycholoog, schrijver en literatuurcriticus.

## Levensloop
Van Loggem werd geboren in een Joods gezin. Tijdens de Tweede Wereldoorlog liet hij zich niet als Jood registreren en droeg hij geen Jodenster. Zijn ouders hadden zich wel gemeld. Toen zij werden opgepakt kon Van Loggem alleen maar machteloos toezien hoe ze werden weggevoerd.
Na de oorlog studeerde Van Loggem psychologie aan de Universiteit van Amsterdam, waar hij in 1953 doctoraal examen deed. In 1952 was zijn novelle Insecten in plastic verschenen als boekenweekgeschenk van dat jaar. De NCRV zond in 1963 zijn tv-spel Een zon op Hiroshima uit. In 1964 verscheen de theaterversie, gespeeld door onder anderen de acteurs Peer Mascini en Gerrit Jan Wolffensperger. In 1963 verscheen ook zijn toneelstuk Jeugdproces, over de Baarnse moordzaak, waarvoor hij in datzelfde jaar de Mr. H.G. van der Vies-prijs ontving. In 1967 werd Van Loggem de ANV-Visser Neerlandia-prijs toegekend voor zijn hoorspel De achtarmige inktvis. Van Loggem werd later voor beide prijzen jurylid. In 1978 ontving hij de Edmond Hustinx-prijs voor zijn gehele oeuvre.
Van Loggem was lid van de redactie van Sextant, het maandblad van de NVSH. Hij leefde ruim 25 jaar samen met Sera Anstadt, die hij aanmoedigde te gaan schrijven. Hij overleed op 82-jarige leeftijd.